# Xavi Sánchez
Francisco Javier Martín Sánchez (27 maggio 1982) è un ex calciatore andorrano, di ruolo difensore.